# Cappella delle Grazie
La Cappella delle Grazie (ted.: Gnadenkapelle) è un'antica cappella, meta di pellegrinaggi, sita nella cittadina tedesca di Altötting.

## Struttura

### Il complesso
La data di costruzione originale della cappella è controversa: le varie ipotesi vanno dall'VIII al X secolo. Nel 1494 vennero aggiunte, all'edificio esistente, una navata ed una torre a cuspide. Un percorso pubblico tutt'intorno alla cappella venne aggiunto nel 1517 e nel 1686 venne costruita la sacrestia.

### L'interno
Una ristrutturazione della parte interna della cappella ebbe luogo nella prima metà del XVII secolo e l'altare della Grazia, con il suo ornamento in argento, risale al 1670. Lo stipite della nicchia dell'altare mostra la rappresentazione dell'albero di Jesse.
Le decorazioni in argento sono opera degli orefici Balthasar Ableithner, Franz Oxner e Johann F. Fesenmayr. Un importante lavoro in argento è quello sulla destra dell'altare, opera dell'orafo Wilhelm de Groff e dono dell'imperatore Carlo VII, raffigurante il decenne principe elettore Massimiliano III di Baviera, con una corazza in stile rococò. Come pendant alla sinistra dell'altare venne aggiunta nel 1930 la figura in argento del fratello santo, in ginocchio, Corrado di Parzham, opera del prof. Georg Busch.

## La tradizione

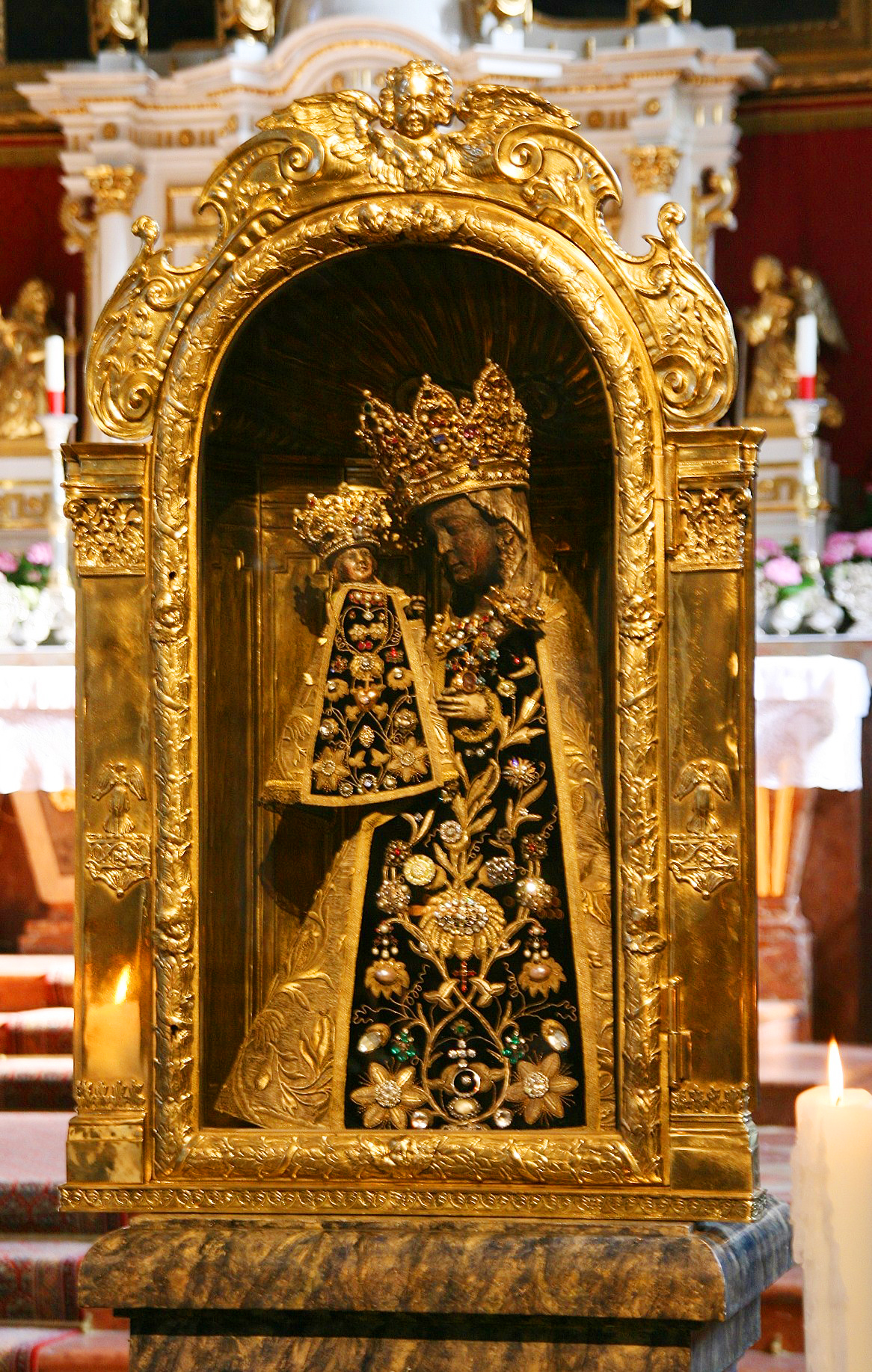
L'immagine della Madonna Nera della Gnadenkapelle di Altötting

Un evento miracoloso verificatosi, secondo la tradizione, nel 1489, ha dato fama mondiale alla Cappella delle Grazie di Altötting quale meta di pellegrinaggi mariani: un bambino di tre anni cadde in un torrente, venne trascinato via dalla corrente e fu recuperato privo di vita dopo mezz'ora. La madre, disperata, prese fra le braccia il corpicino senza vita del figlio e lo portò nella vicina Altötting, deponendolo nella cappella ai piedi della Madonna delle Grazie e iniziando a pregare insieme ad altri fedeli, finché il bimbo si riebbe.

## L'Immagine della Grazia
Verso il 1330 fu portata ad Altötting un'immagine su legno di tiglio, rappresentante in stile gotico la Madonna con il Bambino. L'immagine proveniva dalla Borgogna o dalla regione del corso superiore del Reno. La voce popolare la chiamava "La Madonna nera di Ötting". Oggi è in uso anche la più semplice denominazione di "Madonna Nera", che potrebbe essere la versione tedesca derivata dal canto religioso sulla Vergine nera di Częstochowa.
L'11 settembre 2006 papa Benedetto XVI andò in pellegrinaggio ad Altötting e depose l'anello episcopale, da lui portato fino alla elezione al Soglio Pontificio, ai piedi dell'immagine sacra. Oggi l'anello è attaccato allo scettro della statua della Madonna. Fu il primo santuario mariano in Germania a ottenere la rosa pontificale e, dopo tale evento, il luogo fu rinominato il "Cuore della Baviera".

## Pellegrinaggi

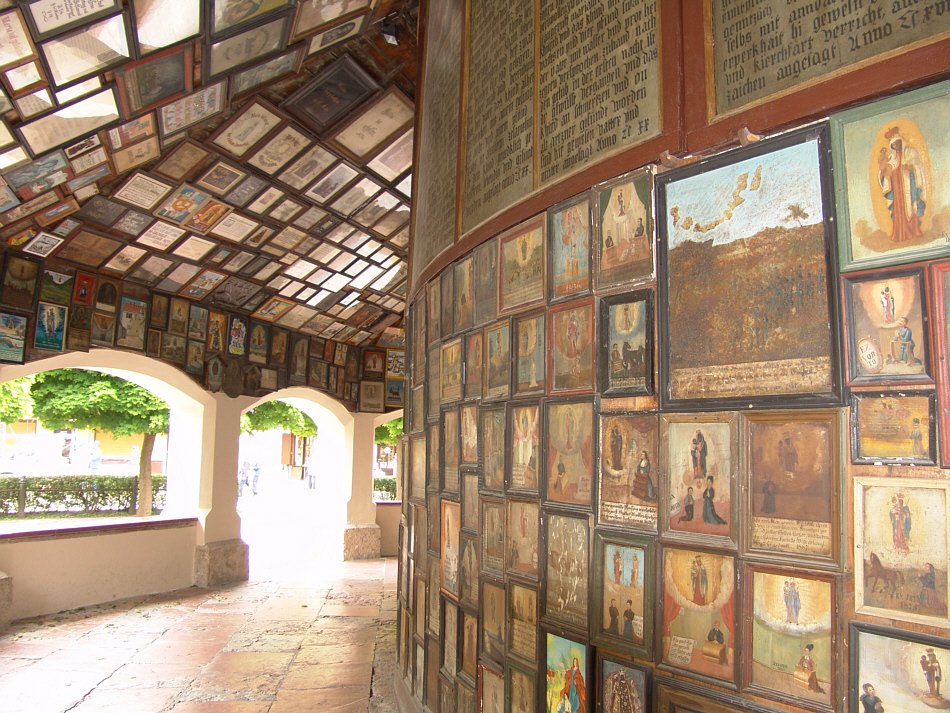
Il percorso attorno alla Cappella delle Grazie con gli ex-voto

L'uso di andare in pellegrinaggio alla Madonna Nera di Altötting per chiederle aiuto si diffuse ampiamente. I pellegrini deambulano intorno alla cappella, alcuni in ginocchio, spesso portando croci di legno,
Numerosi ex voto, appesi alle pareti della cappella, testimoniano la riconoscenza dei fedeli che hanno ottenuto dalla Madonna la grazia richiesta: a oggi se ne contano tutt'intorno più di 2.000.
Il giorno dell'Assunta del 2008 alla cappella venne consegnata dal cardinale Joachim Meisner, a nome di papa Benedetto XVI, la Rosa d'oro.

## Cuori custoditi
Nelle nicchie a parete, sul lato destro dell'ottagono, vi sono 28 urne in argento, nelle quali sono custoditi i cuori dei seguenti, fra gli altri, membri del casato dei Wittelsbach e loro consorti:
- Carlo VII, imperatore del Sacro Romano Impero dal 1742 al 1745
- Maria Amalie, moglie di Carlo VII
- Massimiliano III, principe elettore di Baviera dal 1745 al 1777
- Carlo Teodoro, principe elettore di Baviera dal 1777 al 1799
- Maria Henriette de La Tour d'Auvergne, madre di Carlo Teodoro di Baviera
- Massimiliano I, re di Baviera dal 1806 al 1825
- Maria Francesca del Palatinato-Sulzbach, madre di Massimiliano I, re di Baviera
- re Ludovico I, re di Baviera dal 1825 al 1848
- Massimiliano II, re di Baviera dal 1848 al 1864
- Maria di Prussia, regina di Baviera dal 1848 al 1864
- Ludovico II, re di Baviera dal 1864 al 1886
- Ottone di Baviera, re di Baviera dal 1886 al 1913
- Ludovico III, re di Baviera dal 1913 al 1918
- Maria Teresa di Austria-Este, regina di Baviera dal 1913 al 1918
- Antonia di Lussemburgo, principessa della corona di Baviera
- Rupprecht di Baviera, ultimo Principe della Corona di Baviera